# Platylabus pumilio
Platylabus pumilio là một loài tò vò trong họ Ichneumonidae.